# Planinski dom
Planinski dom je gostinski obrat, če je dostopen z osebnimi avtomobili ali z žičnico za prevoz oseb preko celega leta in je vpisan v evidenco pri Planinski zvezi Slovenije.
Planinski dom ima:
- sobe za nastanitev z do 4 posteljami (ležišči),
- skupne spalnice z do 8 posteljami (ležišči),
- skupna ležišča (ležišča v nizu),
- ležišča v dveh etažah,
- velikost postelje v sobi in skupni spalnici najmanj 80 x 190 cm,
- velikost ležišča v nizu (skupno ležišče) najmanj 70 x 190 cm,
- v prostorih za nastanitev police in obešalnike za odlaganje obleke in opreme,
- prostore za pripravo in strežbo hrane in pijač,
- pribor za prvo pomoč,
- stranišče za goste.

Če v sobah ni umivalnika s tekočo vodo, mora imeti planinski dom ločeno urejeno umivalnico za moške in ženske. Kolikor ima planinski dom etažno urejena stranišča, so lahko umivalnice urejene v predprostoru stranišč.